# Istituzionalismo (economia)
In economia con il termine istituzionalismo si indica quella corrente del pensiero economico americano che nasce alla fine del XIX secolo, con un approccio interdisciplinare che si contrappone al formalismo deduttivo del ragionamento prevalente nella scienza economica.
Tra i maggiori esponenti si annoverano Thorstein Veblen, Wesley Clair Mitchell e John Commons.
Punto comune tra questi economisti è l'avversione al pensiero marginalista ortodosso e alle sue teorie in quanto ritenute eccessivamente astratte, nonché alla sua tendenza ad isolarsi dalle altre branche degli studi sociali.  L'istituzionalismo, invece, considera l'economia come il prodotto dell'azione delle istituzioni sociali considerate nella loro concretezza, come ad esempio le famiglie o le istituzioni politiche.
Nessuno tra questi autori è riuscito tuttavia a costruire un sistema coerente che fosse capace di sostituire la teoria ortodossa, ma del loro lavoro sono rinvenibili chiari segni in diversi lavori scientifici, in particolare in due opere di John Kenneth Galbraith, Il nuovo stato industriale e La società opulenta.